# Grant Mitchell
Grant Mitchell, född 17 juni 1874 i Columbus, Ohio, död 1 maj 1957 i Los Angeles, Kalifornien, var en amerikansk skådespelare. Han debuterade på Broadway 1902 och var aktiv där till 1939. Han filmdebuterade 1916 och medverkade i över 120 filmer fram till 1948, främst i biroller.

## Filmografi i urval
- 1932 – En man för mig
- 1932 – Hans hustrus brott
- 1933 – Middag kl. 8
- 1933 – Hur ska detta sluta?
- 1933 – Själar till salu
- 1935 – Mitt hjärta vart tog det vägen
- 1935 – En midsommarnattsdröm
- 1935 – Fröken Provryttare
- 1936 – Fru Sherlock Holmes
- 1936 – Min amerikanska hustru
- 1936 – Falskt spår
- 1937 – Emile Zolas liv
- 1939 – Mannen från andra sidan
- 1939 – Mr Smith i Washington
- 1940 – Vredens druvor
- 1940 – Flammande ungdom
- 1940 – Pensionatet som blev nattklubb
- 1940 – Edison, uppfinnaren
- 1941 – Den stora lögnen
- 1941 – Fotsteg i mörkret
- 1941 – Det evigt kvinnliga
- 1941 – Sanningen - och inget annat!
- 1941 – En bit av himlen
- 1941 – Lärkan i skyn
- 1942 – Kvinnohjärtan på villovägar
- 1942 – Pass för den blonda!
- 1942 – Han som kom till middag
- 1943 – Synda på nåden
- 1943 – Dixie
- 1944 – Smekmånad på prov
- 1944 – Redo för morgondagen
- 1944 – Arsenik och gamla spetsar
- 1945 – Konflikt
- 1945 – Flickor, ohoj!
- 1945 – Får jag låna din fru?
- 1946 – Du ska' bli min!
- 1947 – Smekmånad i Mexico
- 1947 – Luffar-miljonären på 5:e avenyn